# Joseph Bertrand

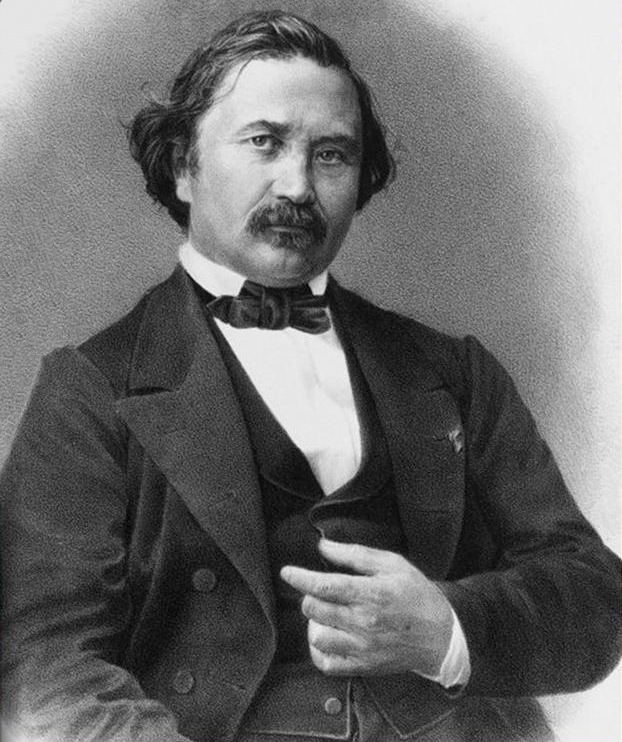
Joseph Bertrand

Joseph Louis François Bertrand (* 11. März 1822 in Paris; † 5. April 1900 ebenda) war ein französischer Mathematiker und Pädagoge.

## Leben
Bertrand wurde bekannt für seine eleganten Anwendungen von Differentialgleichungen auf dem Gebiet der analytischen Mechanik, speziell der Thermodynamik, sowie für seine Arbeiten zur statistischen Wahrscheinlichkeitsrechnung, der Kurventheorie und der Oberflächentheorie.
Bertrand wuchs nach dem frühen Tod seines Vaters beim Ehemann von dessen Schwester, Jean-Marie Duhamel, auf und hatte über diesen früh Kontakt zur Mathematik. Später heirateten auch die Mathematiker Charles Hermite (er heiratete Bertrands Schwester), Paul Appell und Émile Picard in Bertrands Verwandtschaft, so dass sein Haus ein Treffpunkt Intellektueller wurde. Bertrand sprach schon mit 9 Jahren fließend Latein und wurde mit 11 Jahren zu Vorlesungen an der École polytechnique zugelassen. Dort erhielt er zum frühest möglichen Zeitpunkt mit 16 Jahren einen akademischen Grad, promovierte ein Jahr später 1839 über Thermodynamik und veröffentlichte seine erste Arbeit. Im selben Jahr studierte er offiziell an der École polytechnique und danach an der École des mines. 1841 bis 1849 war er Gymnasiallehrer für Mathematik am Lycée Saint-Louis. Während dieser Zeit wurde er 1842 bei einem Eisenbahnunfall schwer verletzt und erlitt bleibende Gesichtsverletzungen. In der Revolution 1848 war er Hauptmann der Nationalgarde. 1844 wurde er Repetitor an der École polytechnique und ab 1856 als Nachfolger von Charles-François Sturm dort Professor. Ab 1852 war er Lehrer am Lycée Henri IV und lehrte an der École normale supérieure. 1849 wurde er Nachfolger von Jean-Baptiste Biot am Collège de France, wo er bis auf eine Unterbrechung von 1878 bis 1886 unterrichtete, wie auch gleichzeitig an der École polytechnique.
Im Jahre 1845 vermutete er, dass es für jedes n ≥ 1 mindestens eine Primzahl p mit n < p ≤ 2n gibt (Bertrandsches Postulat). Dies wurde fünf Jahre später von Tschebyschow bewiesen. Eine Arbeit von 1845 über Gruppentheorie beeinflusste Augustin Louis Cauchy.
1849 hat er, wie Detlef Spalt entdeckt hat, als Erster die reellen Zahlen über Dedekindsche Schnitte definiert. Seine Arbeit wurde aber von deutschen Mathematikern (insbesondere von Richard Dedekind und Georg Cantor) anscheinend nicht wahrgenommen.
Im Jahre 1855 übersetzte er die Arbeiten von Gauß über Fehlertheorie und die Methode der kleinsten Quadrate ins Französische. Ferner schrieb er eine Anzahl von Arbeiten über die Datenreduktion aus Beobachtungen. 1853 gab er Lagranges Mecanique analytique neu heraus.
In der Ökonomie entwickelte er die Oligopol-Theorie weiter (Bertrand-Wettbewerb), insbesondere das Wettbewerbsmodell von Augustin Cournot.
Von ihm stammt Bertrands Paradoxon in der Wahrscheinlichkeitsrechnung, enthalten in seinem Buch Calcul des Probabilités von 1888, in dem er übrigens Tschebyschow nicht erwähnt. Das Buch diente Henri Poincaré als Ausgangspunkt seines eigenen Lehrbuchs 1896.
Bertrand war zu seiner Zeit als Autor von Lehrbüchern bekannt, so Schulbücher über Arithmetik und elementare Algebra (1850), Analysis (in zwei Bänden 1864, 1870), Thermodynamik (1887), Elektrodynamik (1890). Er schrieb auch Biographien von Blaise Pascal und von Astronomen wie Kepler.
1856 wurde er Mitglied der Pariser Akademie der Wissenschaften, deren ständiger Sekretär er ab 1874 war. Er war auch Großoffizier der Ehrenlegion, Mitglied der Accademia dei Lincei, seit 1859 korrespondierendes Mitglied der Russischen Akademie der Wissenschaften (seit 1896 Ehrenmitglied) sowie seit 1875 auswärtiges Mitglied (“Foreign Member”) der Royal Society.
Bertrand war seit 1844 verheiratet und hatte drei Söhne, von denen Marcel Bertrand ein bekannter Geologe wurde.

## Werke
- Traité de calcul différentiel et de calcul intégral (Paris : Gauthier-Villars, 1864–1870)
- Rapport sur les progrès les plus récents de l'analyse mathématique (Paris: Imprimerie Impériale, 1867)
- Traité d'arithmétique (L. Hachette, 1849)
- Thermodynamique (Paris : Gauthier-Villars, 1887)
- Übersetzung von Gauss: Méthode des moindres carrés (Mallet-Bachelier, 1855)
- Leçons sur la théorie mathématique de l'électricité / professées au Collège de France (Paris : Gauthier-Villars et fils, 1890)
- Calcul des probabilités (Paris : Gauthier-Villars et fils, 1889)
- Arago et sa vie scientique (Paris : J. Hetzel, 1865) (Biografie von Arago)
- Blaise Pascal (Paris : C. Lévy, 1891)
- Les fondateurs de l'astronomie moderne: Copernic, Tycho Brahé, Képler, Galilée, Newton (Paris: J. Hetzel, 1865)
- L'académie des sciences et les académiciens de 1666 a 1793 (Paris: J. Hetzel, 1869)